# Гірсько-лісовий масив у селах Тополівка та Курське
Гірсько-лісовий масив у селах Тополівка та Курське — заповідне урочище, розташоване між селами Тополівка та Курське Білогірського району АР Крим. Створена відповідно до Постанови ВР АРК № 353 від 20 травня 1980 року.

## Загальні відомості
Землекористувачем урочища ДП «Старокримське лісомисливське господарство», площа 200 гектар. Розташоване у східній частині Кримського півострова і приурочено до ландшафтної області Кримського лісостепового куестового передгір'я. Являє собою північно-східну ділянку вододільного хребта Бурундук-Кая з горою Кубалач, витягнутий із північного заходу на південь і потім на південний схід, за 2,5 км на північ від села Тополівка та автомобільної траси на ділянці Р23 (Білогірськ — Старий Крим).

Урочище створено з метою комплексного збереження в природному стані відокремленого цілісного ландшафту, що є унікальною і найбільш репрезентативною ділянкою Східно-Кримського передгір'я, що має наукове, природоохоронне і естетичне значення.

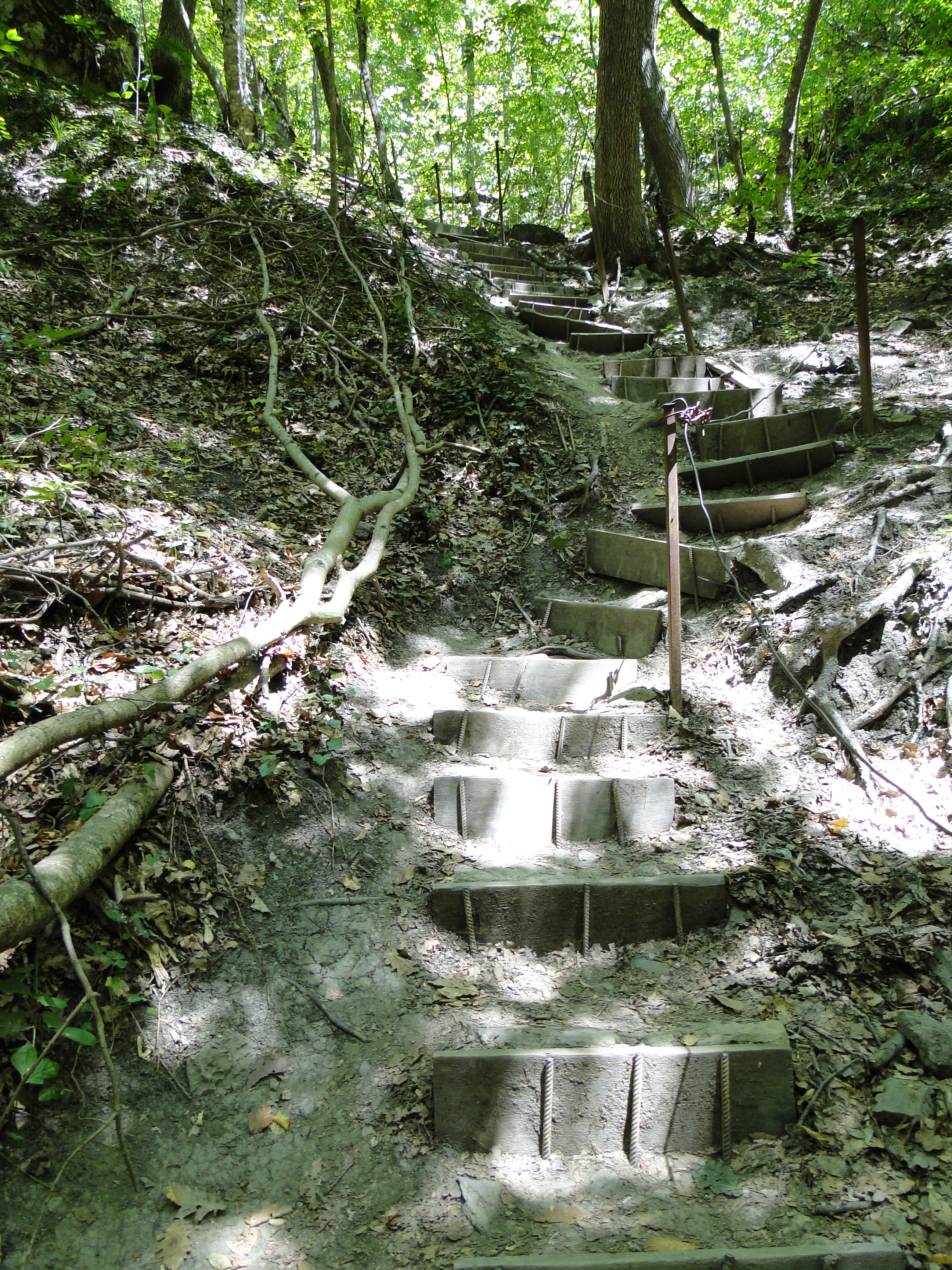
Сходи в лісі
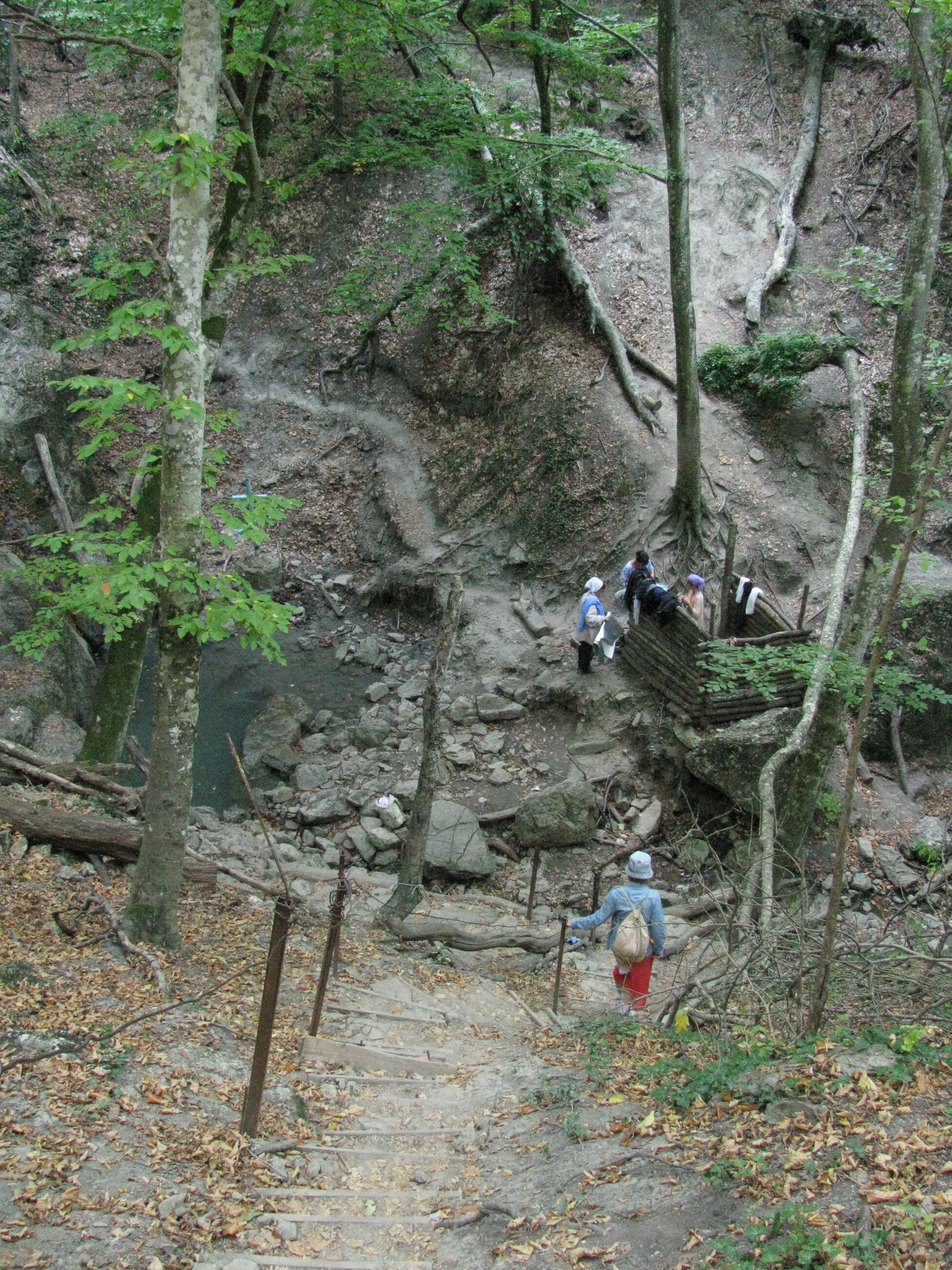
Джерело в лісі
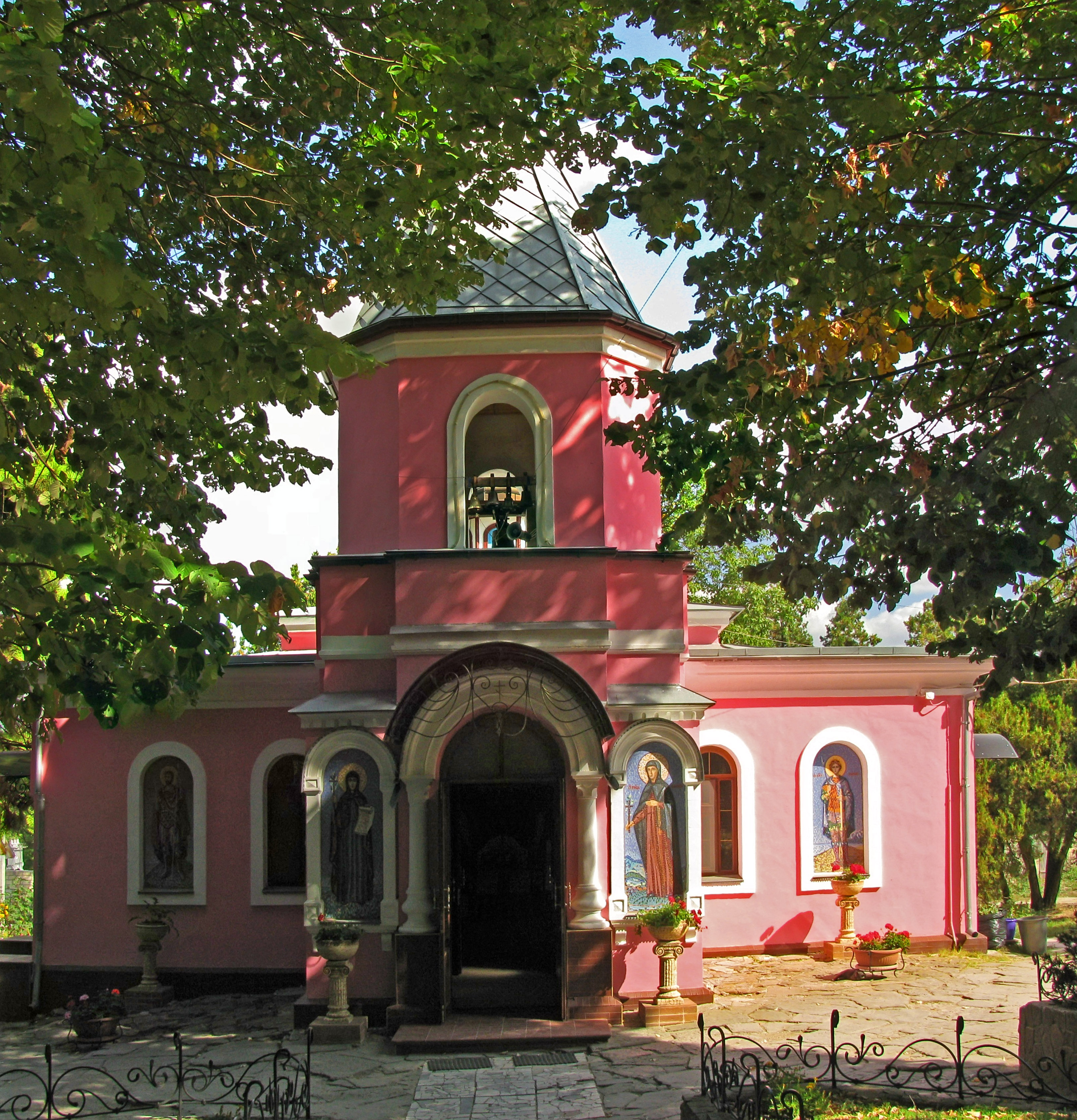
Церква святої Параскеви Топловського монастиря